# Медный всадник (балет)
«Медный всадник» — балет в 3-х актах 13 картинах с прологом композитора Рейнгольда Глиэра на либретто Петра Аболимова по одноимённой поэме Александра Пушкина. Премьера спектакля в постановке Ростислава Захарова и оформлении Михаила Бобышова состоялась на сцене Ленинградского театра оперы и балета 14 марта 1949 года. Главные партии исполнили Константин Сергеев (Евгений), Наталия Дудинская (Параша), Алла Шелест (Царица бала), дирижировал Евгений Дубовской.
Через три месяца спектакль был перенесён Захаровым на сцену Большого театра. Премьера состоялась 27 июня 1949 года, главные партии исполняли Владимир Преображенский (Евгений), Ольга Лепешинская (Параша), Марина Семёнова (Царица бала), Александр Радунский (Пётр I), дирижировал Юрий Файер.
«Гимн Великому городу» из этого балета является официальным гимном Санкт-Петербурга.

## История создания
Композитор Рейнгольд Глиэр задумался о написании балета по пушкинской поэме в конце 1930-х годов, тогда же появились и черновые наброски музыки. В 1941 году театровед Пётр Аболимов создал сценарий спектакля, который представил руководству Ленинградского театра оперы и балета имени С. М. Кирова — он был одобрен, но началась Великая Отечественная война, и к дальнейшей работе тогда не приступили.
Осенью 1944 года композитор вернулся к балету и сочинил основные музыкальные темы. Окончательный вариант либретто он получил от Аболимова только в 1946 году, вместе с официальным заказом театра на музыку к балету. Либреттист значительно расширил историю, описываемую в поэме, введя в балет различных персонажей, заимствованных из других пушкинских произведений: «Домик в Коломне», «Арап Петра Великого», «Родословная моего героя». Постановка спектакля планировалась к 150-летию со дня рождения Пушкина, широко отмечавшемуся в СССР в 1949 году.
В начале осени 1947 года Глиэр получил от постановщика балета Ростислава Захарова детально разработанный композиционный план, с изложением действия, а также длительностью и характером музыки. В 1948 году партитура была готова и Захаров приступил к постановке балета. По его словам:

«Медный всадник» — произведение историческое и философское. Только советскому балетному театру с его сложившимися реалистическими традициями и опытом создания глубоко содержательных балетов, с его первоклассными кадрами исполнителей, владеющих искусством выразительного танца, могла оказаться посильной такая задача.— Ростислав Захаров.
В 1950 году Рейнгольд Глиэр за музыку к балету «Медный всадник» получил Сталинскую премию I степени.
Один из музыкальных номеров балета — «Гимн Великому городу» в обработке Григория Корчмара — в 2003 году стал официальным гимном Санкт-Петербурга.

## Действующие лица
- Евгений, мелкий чиновник
- Параша, его невеста
- Мать Параши
- Пётр I
- Меншиков
- Царица бала
- Шут, Коломбина, Арлекин, Уличная танцовщица, шарманщик, подруги Параши, английский, французский, голландский послы, голландцы

Действие происходит в Петербурге в начале XVIII века и осенью 1824 года, когда 7 (19) ноября 1824 года произошло самое значительное и разрушительное наводнение за всю историю Санкт-Петербурга.

## Сценическая жизнь

### Ленинградский театр оперы и балета
Премьера прошла 14 марта 1949 года. Балетмейстер-постановщик Ростислав Захаров, художник-постановщик Михаил Бобышов, дирижёр-постановщик Евгений Дубовской. Действующие лица:
- Евгений — Константин Сергеев (затем Борис Брегвадзе, Всеволод Ухов, Константин Шатилов, Николай Зубковский)
- Параша — Наталия Дудинская (затем Татьяна Вечеслова, Нонна Ястребова, Фея Балабина)
- Царица бала — Алла Шелест (затем Марина Померанцева)

### Большой театр
Премьера прошла 27 июня 1949 года. Балетмейстер-постановщик Ростислав Захаров, художник-постановщик Михаил Бобышов, дирижёр-постановщик Юрий Файер. Действующие лица:
- Евгений — Владимир Преображенский (затем Алексей Ермолаев, Михаил Габович, Юрий Гофман, Анатолий Кузнецов, Геннадий Ледях)
- Параша — Ольга Лепешинская (затем Галина Уланова, Раиса Стручкова, Нина Чорохова (Чкалова), Нина Чистова)
- Царица бала — Марина Семёнова (затем Софья Головкина, Валентина Лопухина, Тамара Ветрова, Зинаида Коротаева, Людмила Черкасова, Ирина Тихомирнова)
- Пётр I — Александр Радунский (затем Константин Рихтер, Леонид Мацкевич)
- Ибрагим — Александр Лапаури
- Коломбина — Ирина Тихомирнова (затем Евгения Фарманянц, Наталия Орловская, Нина Фетисова, Татьяна Лазаревич)
- Арлекин — Георгий Фарманянц (затем Георгий Бовт)

Спектакль прошёл 109 раз, последнее представление состоялось 19 марта 1962 года. В репертуаре Московской балетной школы сохранилась лишь вариация Царицы бала.

### В других городах
- 13 октября 1951 — Львовский театр оперы и балета, балетмейстер-постановщик Н. И. Трегубов, художник-постановщик О. Сальман, дирижёр-постановщик Л. Брагинский.
- 1952 — Саратовский театр оперы и балета, балетмейстер-постановщик В. А. Успенская.
- 1953 — Новосибирский театр оперы и балета, балетмейстер-постановщик М. Л. Сатуновский.
- 1963 — Татарский театр оперы и балета имени Мусы Джалиля, балетмейстер-постановщик С. М. Тулубьева.

### Мариинский театр
Премьера состоялась 31 марта 2016 года на второй сцене Мариинского театра в рамках открытия XVI фестиваля балета «Мариинский». Хореография Юрия Смекалова, художник-постановщик — Андрей Севбо, художник по костюмам — Татьяна Ногинова, дирижёр — Владислав Карклин. Партии исполняли:
- Евгений — Владимир Шкляров
- Параша — Виктория Терешкина
- Пётр I — Данила Корсунцев
- Царица бала — Екатерина Кондаурова
- Коломбина — Валерия Мартынюк
- Арлекин — Владислав Шумаков
- Шут Балакирев — Григорий Попов

### Астраханский театр оперы и балета
Премьера состоялась 25 и 26 марта 2023 года на сцене Астраханского театра оперы и балета.
Хореография Юрия Клевцова, художник-постановщик, художник по костюмам — Олег Молчанов, дирижёр-постановщик — Валерий Воронин. Партии исполняли:
- Евгений — Всеволод Табачук, Артур Альмухаметов
- Прасковья (в оригинале Параша) — София Романова, Айгуль Альмухаметова
- Мать Прасковьи — Эсмиральда Мамедова, Наталья Коробейникова
- Пётр I — Максим Мельников
- Меншиков — Прохор Зеленин
- Царица Екатерина — Валерия Иванова, Виктория Перова
- Арап — Рудольф Дудоладов